# Aarhus Fremad
Aarhus Idræts-Club Fremad – duński klub piłkarski z siedzibą w Aarhus w Jutlandii.

## Sukcesy
- 2 sezony Superligaen: 1997/98, 1998/99

## Historia
Klub Fremad Aarhus Fodsportsforening został założony w 1897 roku. Klub rozpoczął działalność jako jeden z pierwszych w kraju klubów lekkoatletycznych, później powstały inne sekcje, między innymi, piłki ręcznej, piłki nożnej (w 1947). Niedawno powstała również sekcja tenisu.
W latach 1984–1997 pod przewodnictwem Kima Poulsena klub zdobył dziewięć promocji, i na zakończenie wywalczył awans do Superligaen jako profesjonalny klub. Po dwóch sezonach spadł do 1. division. W 1999 roku pierwszy zespół zmienił nazwę na FC Aarhus. W sezonie 2005/06, klub zajął pierwsze miejsce w grupie zachodniej 2. division i powrócił do 1. division, ale w 2008 roku ponownie spadł do 2. division. W 2025 roku wywalczył awans do 1. division.